# Трнавський край
Трна́вський край (словац. Trnavský kraj) — адміністративна одиниця (словац. správny celok) та один з восьми країв Словаччини з адміністративним центром у м. Трнава.

## Географія
Розташований у західній Словаччині. На півночі межує з Чехією, на північному сході з Тренчинським краєм, на сході з Нітранським краєм, на півдні з Угорщиною, на заході з Братиславським краєм та з Австрією.
Площа краю становить 4 174,2 км², населення 562 372 (за оцінкою на 31 грудня 2017 р.).

## Адміністративно-територіальний поділ

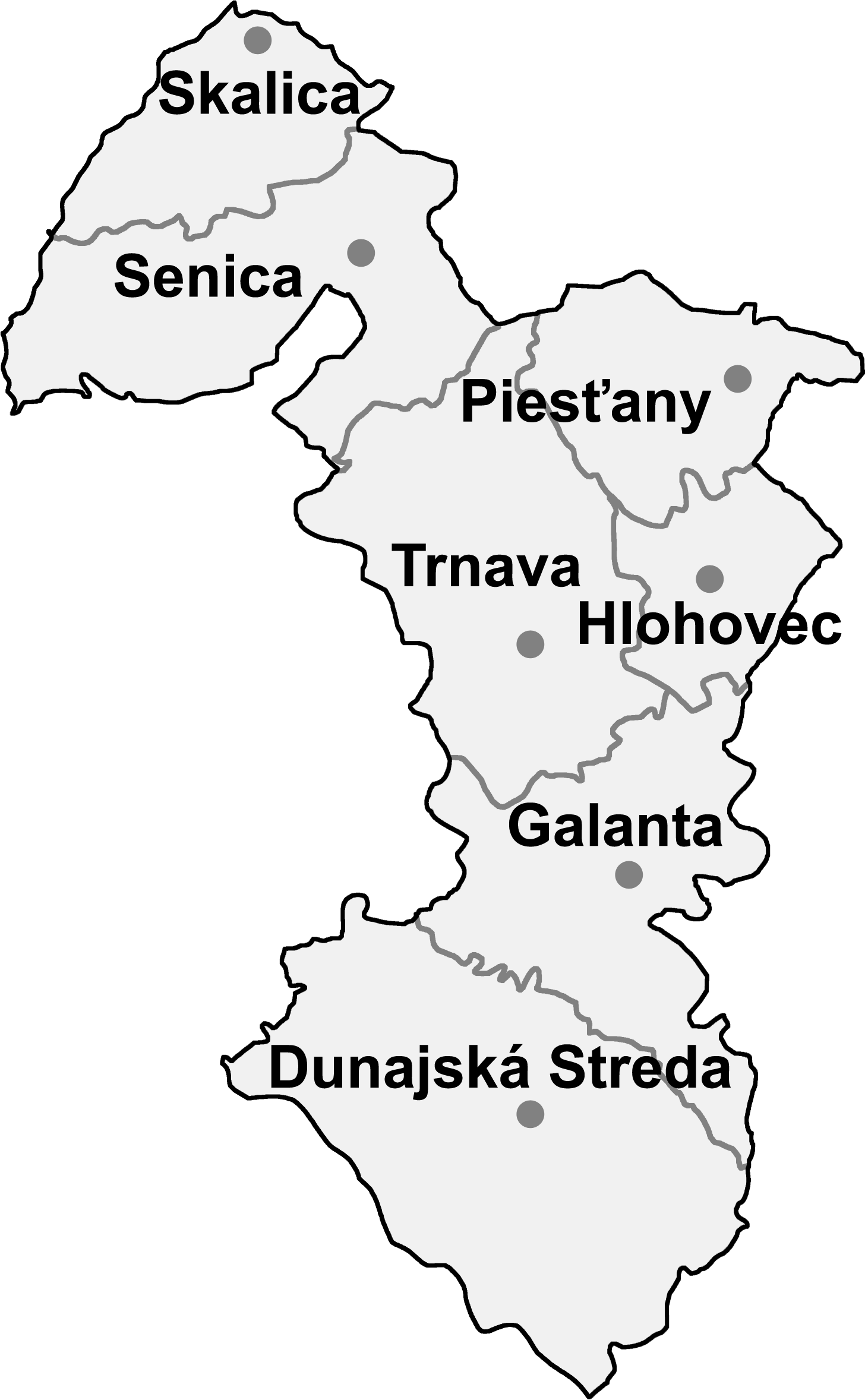
Адміністративний поділ Трнавського краю

На території Трнавського краю знаходиться 251 населений пункт (громада, obec), в тому числі 16 міст: Дунайська Стреда, Шаморін, Вельки Медєр, Ґаланта, Середь, Сладковічово, Глоговец, Леополдов, П'єштяни, Врбове, Сениця (Сеніца), Шаштін-Страже, Скалиця (Скаліца), Голіч, Ґбели, Трнава.
Трнавський край складається з 7 округів (окресів, словац. okres, районів):
- Дунайська Стреда (округ)
- Ґаланта (округ)
- Глоговец (округ)
- П'єштяни (округ)
- Сениця (округ)
- Скаліца (округ)
- Трнава (округ)

## Демографія

### Населення
Населення краю налічує 563 081 особи станом на 31 грудня 2010 року, що становить середню щільність  — 134,90 осіб/км²
| Рік:            | 1994.   | 2004.   | 2014.   | 2024.   |
| --------------- | ------- | ------- | ------- | ------- |
| Кількість осіб: | 547 173 | 553 198 | 558 677 | 565 900 |
| Різниця:        |         | +1,10 % | +0,99 % | +1,29 % |

| Рік:            | 2023.   | 2024.   |
| --------------- | ------- | ------- |
| Кількість осіб: | 566 114 | 565 900 |
| Різниця:        |         | -0,03 % |

### Національний склад 2010
Національний склад населення Трнавського краю (31 грудня 2010) не такий моноетнічний, як у деяких інших регіонах Словаччини, завдяки проживанню великої кількості угорців, понад 23 %. Інші національності, за офіційними даними, складають близько 3 % від загальної чисельності населення.
- словаки — 73,64 %
- угорці — 23,20 %
- чехи — 1,01 %
- роми — 0,56 %
- німці — 0,08 %
- українці — 0,07 %
- інші — 1,43 %

### Конфесійний склад 2001
- католики — 78,3 %
- лютерани — 4,4 %
- реформати — 2,1 %
- інші релігії та атеїсти  — 15,2 %